# Amaxia klagesi
Amaxia klagesi là một loài bướm đêm thuộc phân họ Arctiinae, họ Erebidae.